# Attilio Dottesio
Attilio Dottesio (* 16. Juli 1909 in Desenzano del Garda; † 12. Februar 1989 in Rom) war ein italienischer Schauspieler, der in über 200 Rollen im Zeitraum von fast fünf Jahrzehnten auftrat.

## Leben
Dottesio begann nach Abschluss seiner Gymnasialzeit eine Karriere im Showgeschäft in Frankreich, wo er Engagements als Sänger wahrnahm und eine regionale Bekanntheit erlangte. Nach der Rückkehr in seine Heimat besuchte er das Centro Sperimentale di Cinematografia (Abschluss 1942) und war seit seiner ersten (von insgesamt über 200) Filmrolle im Jahr 1940 in zahlreichen (meist Neben-)Rollen jedweden Filmgenres zu sehen; bei etlichen der Filme ab den 1960er Jahren war er auch im Produzentenstab tätig. Der meist bärtige, schon in mittleren Jahren graumelierte Schauspieler trat besonders häufig, nämlich nahezu 40 mal, in Italowestern auf; oft auch unter Pseudonymen wie Dean Reese, William Burke oder Arthur Dotte. Ein in eigener Regie gedrehter Dokumentarfilm aus dem Jahr 1955 blieb unveröffentlicht.

## Filmografie (Auswahl)
- 1940: La peccatrice
- 1948: Die Kartause von Parma (La Chartreuse de Parme)
- 1950: Giuliano – der Rebell von Sizilien (I fuorilegge)
- 1957: Das Geheimnis der Sierra Dorada (Il segreto della Sierra Dorada)
- 1961: Herkules, der Held von Karthago (La vendetta di Ursus)
- 1961: Maciste besiegt die Feuerteufel (Il trionfo di Maciste)
- 1962: Zorro gegen Maciste – Kampf der Unbesiegbaren (Zorro contro Maciste)
- 1963: Samson und die weißen Sklavinnen (Sansone contro i pirati)
- 1964: Frivole Spiele (Se permettete parliamo di donne)
- 1964: Herkules – Rächer von Rom (Ercole contro Roma)
- 1964: Marco – der Unbezwingbare (Maciste alla corte dello zar)
- 1965: 30 Winchester für El Diabolo (30 Winchester per El Diablo)
- 1965: Uccidete Johnny Ringo
- 1966: Uccideva a freddo
- 1967: Seine Winchester pfeift das Lied vom Tod (I lunghi giorni dell'odio)
- 1968: Lauf um dein Leben (Corri uomo corri)
- 1969: La sfida dei MacKenna
- 1969: La taglia è tua… l'uomo l'ammazzo io
- 1969: Zorro alla corte d’Inghilterra
- 1970: Django und Sartana kommen (Arrivano Django e Sartana… è la fine!)
- 1970: Quel maledetto giorno d’inverno
- 1970: Shangos letzter Kampf (Shango la pistola infallibile)
- 1970: Tote werfen keine Schatten (Inginocchiati straniero… i cadaveri non fanno ombra!)
- 1970: Ein Zirkus und ein Halleluja (I vendicatori dell'Ave Maria)
- 1971: Arriva Durango… paga o muori
- 1971: Dakota – Nur der Colt war sein Gesetz (Rimase uno solo e fu la morte per tutti!)
- 1971: Für einen Sarg voller Dollars (Per una bara piena di dollari)
- 1971: Quelle sporche anime dannate
- 1971: Die Rückkehr der stärksten Gladiatoren der Welt (Il ritorno del gladiatore più forte del mondo)
- 1971: Tara Pokì
- 1971: Il tredicesimo è sempre Giudà
- 1972: Una colt in mano al diavolo
- 1972: Djangos blutige Spur (La lunga cavalcata della vendetta)
- 1972: Er säte den Tod (Seminò la morte… lo chiamavano “Castigo di Dio”)
- 1972: Il giustiziere di Dio
- 1972: Hemmungslos der Lust verfallen (Sollazzevoli storie di mogli gaudenti e mariti penitenti)
- 1972: Kopfgeld für einen Killer (Un Bounty killer a Trinità)
- 1972: Nur der Colt war sein Gott (La colt era il suo Dio)
- 1972: Sie nannten ihn Zambo (Zambo, il dominatore della foresta)
- 1973: …altrimenti vi ammucchiamo
- 1973: Little Kid und seine kesse Bande (Kid il monello del West)
- 1973: Die Mörder-Bestien (La morte ha sorriso all'assassino)
- 1973: Zahl und stirb (Sei bounty killers per una strage)
- 1974: Die Spur des Wolfes (Il richiamo del lupo)
- 1974: Der Tod trägt schwarzes Leder (La polizia chiede aiuto)
- 1974: Zehn Cowboys und ein Indianerboy (Dieci bianchi uccisi da un piccolo indiano)
- 1974: Zwei durch dick und dünn (Che botte, ragazzi!)
- 1975: Wolfsblut greift ein (Zanna Bianca alla riscossa)
- 1976: Bluff (Bluff storia di truffe e di imbroglioni)
- 1976: Die schwarze Nymphomanin (Gola profonda nera)
- 1978: Die große Offensive (Il grande attacco)
- 1981: Flucht von Galaxy III (Giochi erotici nella 3a galassia)
- 1984: Dagobert (Le Bon roi Dagobert)